# マニュエル・アロンソ
マヌエル・アロンソ（Manuel Alonso, 1895年11月12日 - 1984年10月11日）は、スペイン・サン・セバスティアン出身の男子テニス選手。フルネームは Manuel Alonso de Areyzaga （マヌエル・アロンソ・デ・アレイサーガ）という。1920年代から1930年代にかけて活動し、スペインにおける競技テニスの先駆者となった選手である。彼は1921年にウィンブルドン選手権の「チャレンジ・ラウンド」（挑戦者決定戦）決勝進出者となり、全米選手権で4度ベスト8に入った。スペインが1921年から男子テニス国別対抗戦・デビスカップに参加し始めた時の、最初のメンバーの1人でもあり、1936年まで代表選手を務めた。アロンソは清水善造や原田武一との対戦を通して、同じく黎明期にあった日本のテニス界とも深いつながりを持っていた。右利きの選手で、体格は身長175cm、体重66kgほどであった。

## 来歴
アロンソのテニス経歴は、第1次世界大戦終戦後の1920年から始まる。彼は5歳年上の兄、ホセ・マリア・アロンソ・デ・アレイサーガ（1890年 - 1979年）とともにアントワープ五輪のスペイン代表選手として出場し、シングルスはノエル・ターンブル（イギリス）との準々決勝まで進んだが、兄と組んだ男子ダブルスでは1回戦で南アフリカ代表のルイス・レイモンド＆ブライアン・ノートン組にストレート負けした。1921年からスペインはデビスカップに参加し始め、最初のデ杯戦は1921年5月21日-23日にイギリスの「ロンドン・カントリークラブ」で開かれた。最初のスペイン代表選手は、マヌエル・アロンソとマヌエル・デ・ゴマー（1897年 - 1935年）、エドゥアルド・フラッカー（1894年 - 1951年）の3人で、マヌエルの兄であるホセ・マリア・アロンソがキャプテンを務めた。スペイン・チームはイギリスに「1勝4敗」で敗れたが、アロンソがシングルス第4試合でゴードン・ロウ（1915年全豪選手権優勝者）に勝ち、スペインのデビスカップ初勝利を記録した。
それから、アロンソは1921年ウィンブルドン選手権で「チャレンジ・ラウンド」決勝進出を果たす。ウィンブルドン選手権では、1921年までチャレンジ・ラウンド（挑戦者決定戦）から「オールカマーズ・ファイナル」（チャレンジ・ラウンド勝者と大会前年度優勝者による決勝戦）への流れで優勝者を決定した。大会前年度優勝者は無条件でオールカマーズ決勝に進出できた点が、現在のシステムとの相違点である。アロンソはチャレンジ・ラウンド準々決勝でアルガーノン・キングスコート（1919年全豪選手権優勝者）を下すと、準決勝で前年度のチャレンジ・ラウンド決勝進出者清水善造を 3-6, 7-5, 3-6, 6-4, 8-6 で破り、清水の2年連続チャレンジ・ラウンド決勝進出を阻止した。ところが、スペイン人選手として初進出を決めたチャレンジ・ラウンド決勝で、アロンソは南アフリカのブライアン・ノートン（1899年 - 1956年）に 7-5, 6-4, 5-7, 3-6, 3-6 の逆転負けを喫した。チャレンジ・ラウンド勝者となったノートンが、大会前年度優勝者ビル・チルデンへの挑戦権を得て「オールカマーズ・ファイナル」に進出した。この1921年大会を最後に、ウィンブルドン選手権では「チャレンジ・ラウンド」と「オールカマーズ・ファイナル」方式が廃止された。1922年以後、すべての選手が1回戦からトーナメントに出場するようになり、現在に至っている。
チャレンジ・ラウンドが廃止された1922年ウィンブルドンで、アロンソはシングルス2回戦敗退に終わる。2度目のデビスカップは、最初のイギリス戦と同じメンバーで戦い、スペインはインドに4勝1敗で勝った後、「ワールドグループ」準々決勝でオーストラリアに1勝4敗で敗れた。アロンソがシングルス第2試合でパット・オハラウッドに勝ち、スペイン代表チームは大きな前進を見せる。それから、彼は1922年・1923年の2年連続で全米選手権の準々決勝に勝ち上がった。アロンソは1923年からアメリカに引っ越し、以後は全米選手権を中心に活動した。この年だけはデビスカップに出場しなかったが、チームメートのマニュエル・デ・ゴマーとエドゥアルド・フラッカーがデ杯「ヨーロッパ・ゾーン」決勝のフランス戦まで勝ち進み、1923年ウィンブルドン選手権の男子ダブルス準優勝者になった。
1924年、アロンソはパリ五輪で2度目のオリンピック出場をした。前回のアントワープ大会に比べて出場選手が大幅に増えたため（アントワープの男子シングルス出場選手：44名 → パリ五輪：92名）男子シングルスは前回の6回戦制から拡大され、7回戦制で実施された。2度目のオリンピックでは、アロンソはシングルス4回戦でビンセント・リチャーズ（アメリカ）に 5-7, 8-10, 6-2, 3-6 で敗れたが、兄ホセ・マリアとの男子ダブルスで準々決勝に進んだ。スペインの兄弟ペアは、準々決勝でリチャーズとフランシス・ハンターの組に 4-6, 4-6, 3-6 で敗れ、マヌエルは単複ともリチャーズに道を阻まれた。オリンピックのダブルス2回戦で兄弟ペアが日本の原田武一＆岡本忠（おかもと・すなお）組に勝ったことから、マヌエル・アロンソと原田武一が深く関わるようになった。
1925年8月13日-15日、デビスカップの「アメリカン・ゾーン」準決勝でスペインと日本が対戦した。スペイン代表はマヌエルとホセ・マリアのアロンソ兄弟、エドゥアルド・フラッカーの3人で、日本代表は清水善造、原田武一、福田雅之助の3人であった。シングルス第1試合で原田がフラッカーに勝ち、第2試合でマニュエルが清水を破って、1勝1敗で第3試合のダブルス戦を迎える。マニュエルとホセ・マリアの兄弟ペアは、清水と原田のペアに 2-6, 3-6, 6-2, 10-8, 3-6 のフルセットで敗れ、日本が2勝1敗とリードした。続くシングルス第4試合で、マニュエルは原田に 6-2, 4-6, 3-6, 4-6 で敗れ、ここで日本チームの勝利が決まった。原田にとっては、このアロンソ戦の勝利が「生涯最高の試合」だったという。
デビスカップで日本に敗れた後、アロンソは1925年全米選手権で2年ぶり3度目のベスト8に入った。同選手権での最後の活躍は、1927年のベスト8である。最後の全米準々決勝ではルネ・ラコステ（フランス）に敗れ、アロンソは全米選手権で4度のベスト8止まりに終わった。選手経歴の後期には、1931年と1936年の2度デビスカップに出場している。スペインにおけるテニスの先駆者となったマニュエル・アロンソは、1936年のデビスカップと全米選手権を最後に、41歳でテニス界から引退した。
アロンソは1977年、スペインのテニス選手として最初の国際テニス殿堂入りを果たした。殿堂入りの7年後、マニュエル・アロンソ・デ・アレイサガは1984年10月11日、89歳の誕生日の1ヶ月前にスペインの首都マドリードで死去した。